# Union Steam Ship Company

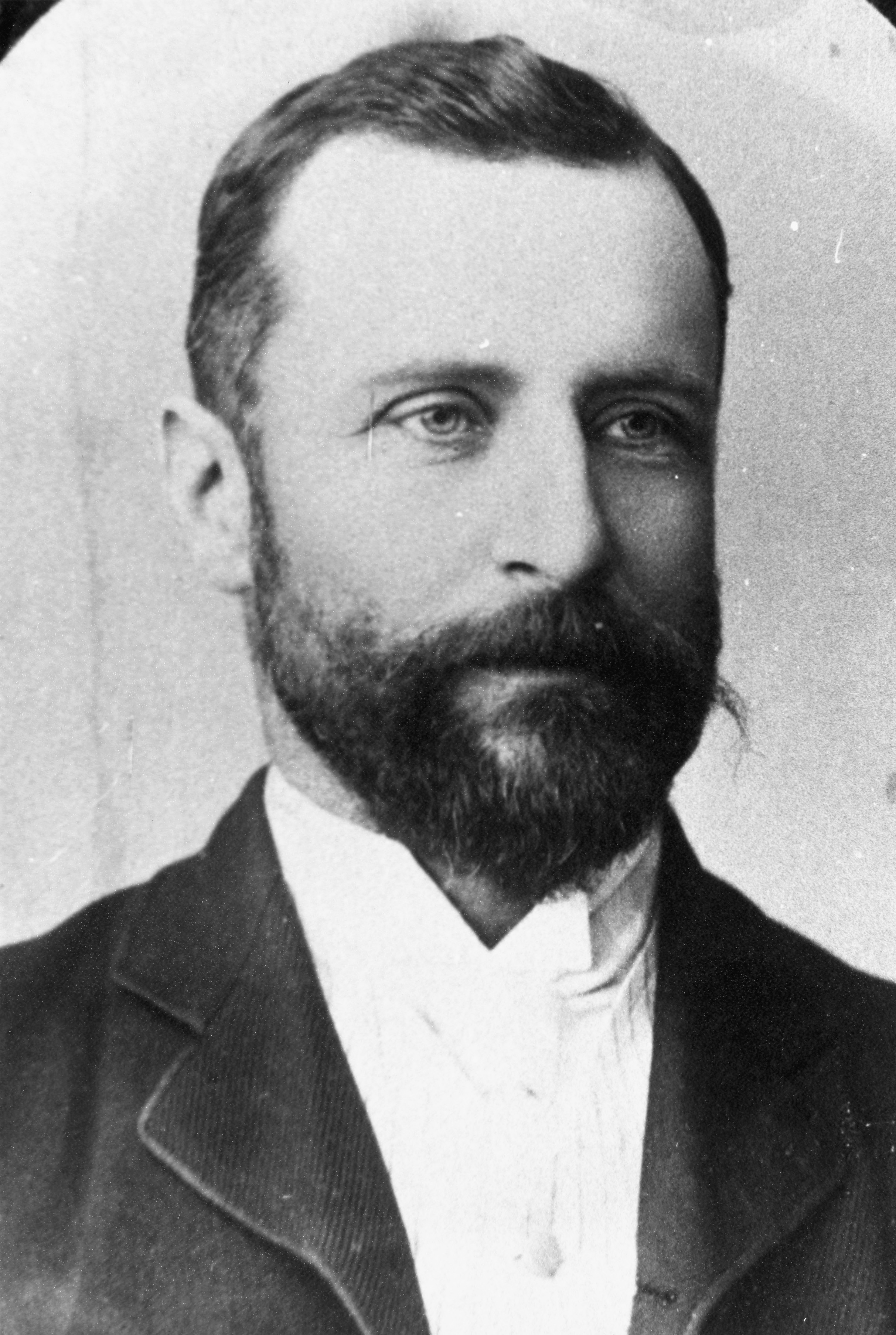
Unternehmensgründer James Mills um 1887

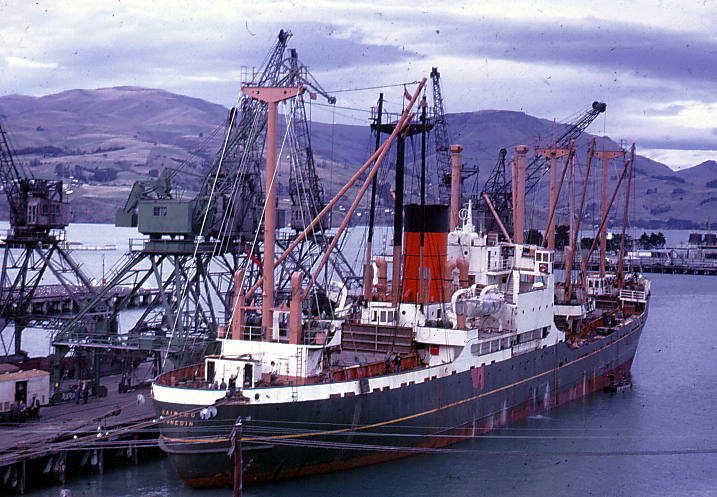
Ein Schiff der Union Steam Ship Company, die 3,721 Tonnen große Kaimiro beim Laden in Lyttelton (1968)

Die Union Steam Ship Company (USS Co) war ein neuseeländisches Schifffahrtsunternehmen. Es ist nicht identisch mit der Union Steamship Company of British Columbia oder der britischen Union Steamship Company.

## Geschichte
Das Unternehmen wurde 1875 in Dunedin durch James Mills gegründet, der zuvor Angestellter bei der Harbour Steam Company von Johnny Jones war. Nach dem Tod von Jones gründete Mills das Unternehmen mit Unterstützung von Peter Denny, dem er im Gegenzug Aufträge für seine Werft im schottischen Dumbarton gab. Die Union Company wurde zur bedeutenden Schifffahrtslinie und hielt nahezu eine Monopolstellung für den Schiffsverkehr über Tasmanien nach Australien. Dafür erhielt es den Spitznamen „Southern Octopus“.
Seit 1889 gab es eine Konkurrenz zwischen drei Parteien, der Union Steamship Company, Huddart Parker und der Tasmanian Steam Navigation Company (TSNCo) um die tasmanischen Routen (Melbourne-Launceston, Hobart-Melbourne und Hobart-Sydney). Die TSNCo konnte ihre Verluste auf diesen Strecken nicht durch andere Strecken kompensieren und wurde 1891 von der USS Co aufgekauft.
Die Konkurrenz zwischen der USSCo und Huddart Parker dauerte trotz im Jahre 1893 getroffener Abmachungen bis 1895. Man unterbot sich mit Dumpingpreisen, Schiffe beider Gesellschaften verfolgten sich von Hafen zu Hafen, um der Konkurrenz Kunden zu entziehen. Die Schiffe Rotomahana und Mararoa der USSCo  begleiteten Parkers Miowra and Warrimoo, andere Schiffe wie die Te Anau und Manapouri befuhren die gleiche Strecke vor und nach Parker Schiffen und nahmen sie so in die Zange. Nach einer Abmachung von 1895 teilten sich beide Gesellschaften auf der Strecke Auckland-Sydney die Gewinne und Verluste, die Gewinne der Strecke Melbourne-Launceston gingen zu 4/7 an die USSCo und zu 3/7 an Huddart Parker. Der Passagierverkehr zwischen Sydney und Hobart war von der Vereinbarung ausgeschlossen, die Fracht- und Viehtransporte gingen zu 2/3 an die USSCo und zu 1/3 an Parker.
Nachdem Anfang des 20. Jahrhunderts die neuseeländische Wirtschaft sich von der wirtschaftlichen Depression am Ende des 19. Jahrhunderts erholt hatte, bekam Mills Konkurrenz durch andere Unternehmen, die mit ihren aus Großbritannien oder Holland importieren modernen 500-Tonnen-Schiffen effizienter arbeiteten als Mills mit seinen kleinen Dampfschiffen. Mills löste das Problem, indem er insgeheim Anteile der Konkurrenten aufkaufte: 1906 kaufte er die Hälfte der Unternehmensanteile der Canterbury Steam Shipping Company und von George Niccol den Dampfer Squall. 1908 kaufte die Union Company Anteile der Anchor Shipping and Foundry Company in Nelson und der Maoriland Steam Ship Company. 1912 kaufte Mills größere Anteile der Richardson & Company aus Napier. Damit erhielt Mills die Kontrolle
mit Parker die Kontrolle über den Seehandel und er kontrollierte oder besaß mit Ausnahme der unbedeutenden Northern Steam Ship Company auch die Unternehmen der Küstenschifffahrt. Mark Twain griff die schlechten Bedingungen an Bord des Schiffs Flora der Union Company im Kapitel 32 seines Reisebuchs Following the Equator von 1897 an. Er kritisierte den Missbrauch der Monopolstellung zur starken Überbelegung der Schiffe mit Passagieren und schlechte Sicherheitsmaßnahmen. Die Eigner seien aufgrund ihres Verhaltens moralisch der Verschwörung zum Mord schuldig. Twain verließ das Schiff am nächsten Hafen, um sich ein anderes Schiff zu suchen.
Die Geschäftschwerpunkte verlagerten sich in diesen Jahren. Da die neu entstehenden Bahnlinien die Passagierschifffahrt zurückgehen ließ, verlegte man sich auf den Kohle- und Frachttransport, den Verkehr zu damals isolieren Regionen Nelson und West Coast. Für letztere Strecken kaufte man Ende der 1890er neue Passagierschiffe.
„Flaggschiff“ des Unternehmens wurde die Fährverbindung über die Cookstraße zwischen Wellington und Lyttelton. Die anfangs verwendeten alten Schiffe wurden 1907 durch die moderne 19 Knoten schnelle Maori ersetzt. Im Jahre 1913 kam die 4.436 Tonnen verdrängende, mit 20,5 Knoten noch schnellere Wahine. Das Unternehmen titulierte die Fährverbindung als „Expressverbindung“. Im Laufe der 7 Jahrzehnte, in denen das Unternehmen den Fährbetrieb zwischen den Inseln betrieb, kamen mehrere Schiffe zum Einsatz, je zwei mit den Namen „Maori“, „Wahine“ und „Rangatira“ sowie die „Hinemoa“. Diese Schiffe waren in Neuseeland allgemein bekannt.
Auch auf der Strecke nach Australien wurden ab Ende der 1890er modernere Schiffe beschafft. Die neuen Schiffe mit 3.500 bis 4.500 Tonnen Verdrängung ersetzten die aus den 1880ern stammenden Schiffe mit etwa der halben Verdrängung. Die neuen Schiffe trugen Namen wie „Waikare“, „Mokoia“ und „Moeraki“.
1905 beschaffte das Unternehmen mit der 5.282 Tonnen verdrängenden „Maheno“ eines der weltersten Passagierschiffe mit Dampfturbinenantrieb. Die kleinen und alten Schiffe, auch Segelschiffe, kamen weiter für den Verkehr mit den Pazifikinseln zum Einsatz, bei denen ein Linienverkehr nicht wirtschaftlich war. Ausnahmen waren die neuen und größeren Schiffe „Navua“ und die „Atua“ vom Anfang des 20. Jahrhunderts.
1917 verkaufte Mills die Gesellschaft an die britische P&O Line.
Der in Wellington geborene Firmengründer Mills wurde 1907 zum Ritter geschlagen und 1909 Knight Commander des Order of St. Michael and St. George. Ab 1907 war er britischer Staatsbürger und starb in London.
Die Gesellschaft betrieb in den Jahren ihrer Existenz mehr als  350 Schiffe. Im Jahre 1990 betrieb sie noch sieben Schiffe und war außerdem in Reederei, Tourismus, Grundstücksgeschäften und anderem tätig.
Das Unternehmen gründete 1936 aus den in den beiden Jahren zuvor aufgekauften East Coast Airways und Cook Strait Airways mit der Union Airways of N.Z. Ltd das erste bedeutende Luftverkehrsunternehmen Neuseelands. Diese wurde 1947 zur National Airways Corporation verstaatlicht.
2000 machte die Barke Union Bulk die letzte Schiffsreise des Unternehmens.

## Schiffe der Union Company
- Aorangi (1925, 17.491 BRT)
- Monowai (1925, 10.602 BRT)
- Niagara (1913, 13.415 BRT)
- Penguin (1864, 749 BRT)
- Wairarapa (1882, 1.786 BRT)